# 波梨经
《波梨经》，南传上座部佛教《巴利文大藏经》中的长部第二十四部经。
該經講述，佛陀在末罗国时，离车族比丘善宿脱离僧团，原因为佛陀不显示超人的神通、不解释世界的起源。游方僧薄伽婆向佛陀问起此事，佛陀回答道，其曾经向善宿语言三位裸体苦行者的结局，都得到应验。佛陀也向解释四种世界起源说，梵天说、戏嬉说、意乱说和无因说。但佛陀认为显示神通与解释世界起源并非其说法目的，因为这些不能达到灭苦和解脱。
该佛经在北传佛教的《大正新修大藏经》对应经典为《長阿含經·阿㝹夷經》（第1部第66卷）。